# William G. Farrow
Pour les articles homonymes, voir Farrow.
William G. Farrow (24 septembre 1918 – 15 octobre 1942) est un lieutenant de l’United States Army Air Corps. Il est surtout connu pour avoir participé au raid de Doolittle lors de la Seconde Guerre mondiale. Né en 1918, il est diplômé de l'école secondaire en 1935 et entre à l’Université de Caroline du Sud. Farrow rejoint le programme de formation de l’Air Corps en novembre 1940, et admis au service en juillet 1941. En février 1942, il se porte volontaire pour participer au Raid de Doolittle, qui a lieu en avril de cette année. Farrow est capturé par les Japonais après la fin de sa mission de bombardement. Avec d'autres membres de l'équipage, il est condamné à mort dans un simulacre de procès, le 14 octobre 1942, et exécuté par un peloton d'exécution le lendemain. Ses cendres ont été récupérées et enterrées dans le cimetière national d'Arlington, en 1946, et il a reçu de nombreux prix et hommages à titre posthume.

## Jeunesse
William Farrow est né à Darlington, en Caroline du Sud, le 24 septembre 1918. Il est le fils d'Issac et Jessie Farrow. Son père, Issac travaillait dans une fabrique de cigarettes à Raleigh en Caroline du Nord. Sa mère, Jessie, née en 1897, était la fille d'un riche propriétaire d'un entrepôt de tabac. À seize ans, William, qui participe au mouvement scout, obtient le plus haut grade Eagle Scout. Il est diplômé de l'école secondaire St. John en mai 1935, après quoi il commence à fréquenter l’université de Caroline du Sud.
Au cours de l'automne 1939, il reçoit sa formation de pilote à la Hawthorne School of Aeronautics (en) à Orangeburg. Le 23 novembre 1940, Farrow rejoint le programme des cadets de l'aviation de l’United States Army Air Corps, et en juillet de l'année suivante obtient son badge d'aviateur et commence sa carrière en tant que sous-lieutenant à la Kelly Field Annex dans le Texas. Après avoir achevé un programme de formation sur B-25 Mitchell, il est envoyé à Pendleton dans l'Oregon en tant que membre du 34th Bomb Squadron (en).

## Raid de Doolittle

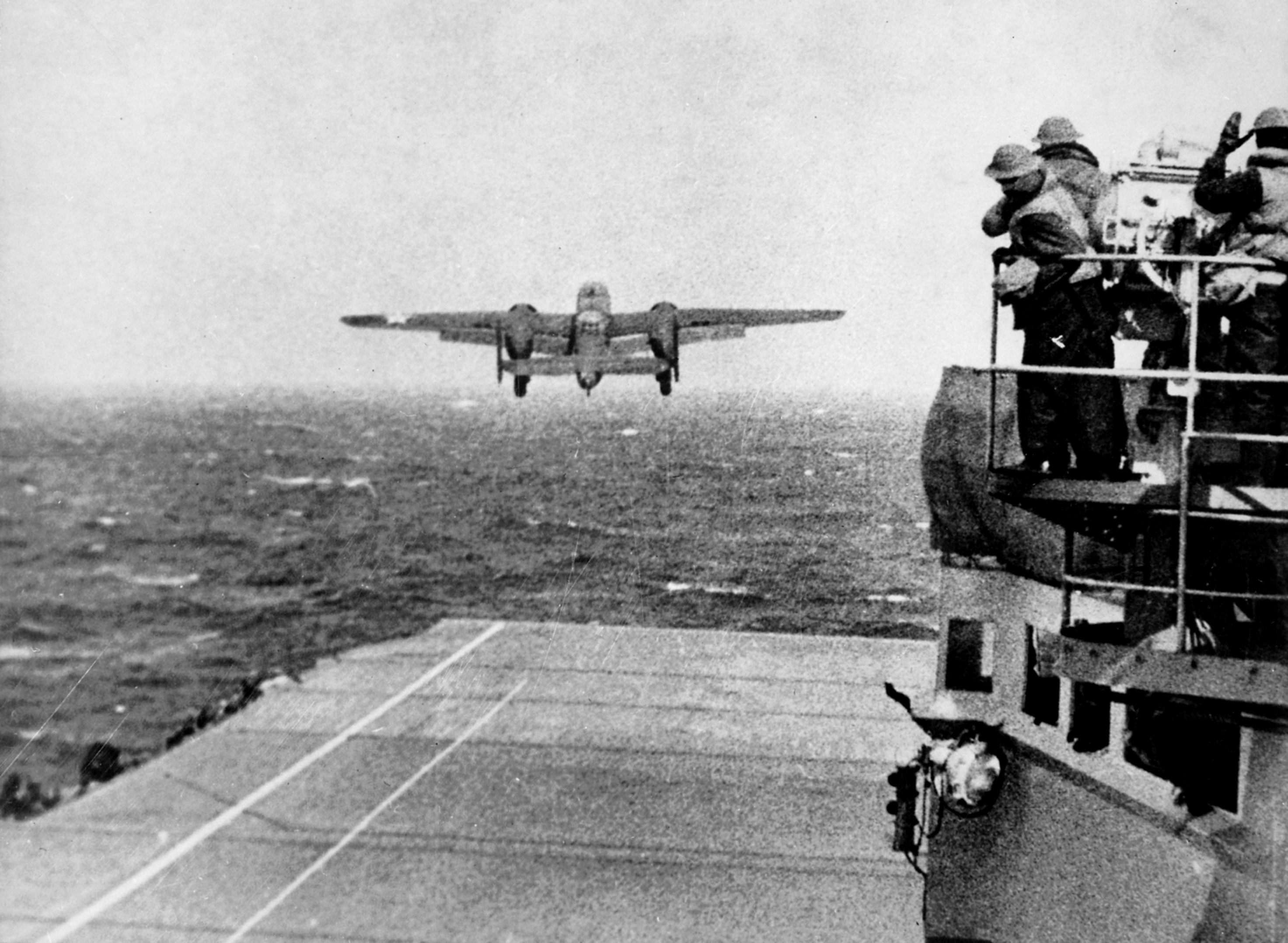
Décollage des B-25 depuis l'USS Hornet (CV-8), le 18 avril 1942.

En février 1942, après le transfert de l'escadre à la Columbia Army Air Base en janvier, Farrow se porte volontaire pour participer au raid de Doolittle, une tentative pour exercer des représailles contre les Japonais à la suite de leur attaque sur Pearl Harbor. À l'époque, cependant, la mission est secrète et la cible demeure inconnue aux volontaires. Le 1er avril 1942, après une préparation à travers les États-Unis, les équipages et leurs avions respectifs quittent San Francisco à bord de l’USS Hornet (CV-8).
La mission débute le 18 avril 1942. Le B-25 piloté par Farrow, du nom de Bat out of Hell, est seizième et dernier avion à décoller depuis le Hornet,. La mission de Farrow prévoit le bombardement de Nagoya. Après la frappe de réservoirs de carburant et d’une usine de fabrication d'avions, Farrow envisage d'atterrir à Zhuzhou. Cependant, les Japonais désactivent le phare que Farrow utilisait pour se diriger.

## Capture et mort
Seize heures après le départ du Hornet, à court de carburant, Farrow doit atterrir près Nanchang, en Chine, une zone contrôlée par les Japonais. Farrow et tous les membres de son équipage sont capturés par les Japonais puis emprisonnés, interrogés et torturés. Le 14 octobre 1942, les hommes sont jugés par un tribunal fantoche, et ils sont tous condamnés à mort. La plupart des condamnations des membres de l'équipage ont été commuées en prison à vie par l’empereur du Japon, mais les peines de trois hommes, dont Farrow, n’ont cependant pas été commuées. La nuit avant leur exécution, les hommes ont été autorisés à écrire une dernière lettre. La Croix-Rouge internationale devait poster ces lettres qui n'ont finalement pas été fournies par les Japonais ; elles ne seront récupérées qu’après la guerre. Farrow écrit une lettre à sa mère et à un ami, le lieutenant Ivan Ferguson,. Dans la lettre adressée à sa mère, Farrow écrit:
« You have given much, so much more to me than I have returned, but such is the Christian way. You are and always will be a real angel. Be brave and strong for my sake. I love you, Mom, from the depths of a full heart...Don't let this get you down. Just remember God will make everything right and that I'll see you all again in the hereafter...So let me implore you to keep your chin up. Be brave and strong for my sake. P.S. My insurance policy is in my bag in a small tent in Columbia. Read Thanatopsis by Bryant if you want to know how I am taking this. My faith in God is complete, so I am unafraid. »
— William G. Farrow,,
Le lendemain matin, le 15 octobre, les hommes sont emmenés dans un cimetière public près de Shanghai, où ils sont attachés à des croix par les bras, les yeux bandés. Ils sont exécutés par un peloton d'exécution d’une balle dans le front,. À la suite de la crémation des corps, les cendres ont été conservées. Après la guerre, elles ont été récupérées et les lettres des hommes retrouvées dans un dossier secret situé au ministère de la Guerre à Tokyo,. En 1946, les cendres de Farrow sont enterrées avec les honneurs au cimetière national d’Arlington, section 12, tombe 157.
Plusieurs distinctions sont décernées à titre posthume à Farrow. On peut notamment citer l’Ordre du Trépied sacré, la Distinguished Flying Cross et la Purple Heart. On lui a aussi décerné la Médaille de Prisonnier de Guerre en vertu de l'autorisation du Congrès de 1985, qui permet son attribution à tous les membres des forces armées des États-Unis fait prisonnier de guerre depuis le 5 avril 1917.